# Saint Cochon
La saint Cochon (aussi appelée saint Boudin) est une fête traditionnelle rurale française célébrée dans plusieurs régions, dont le Morvan.

## Déroulement
Les dates et les pratiques sont variables selon les régions, mais se situent en général entre novembre et avril. Elle peut être célébrée tant à titre privé (directement dans les fermes), qu'à titre public (fête villageoise)
La saint Cochon débute toujours par l'abattage d'un porc. Ces fêtes s'organisent ensuite autour de la dégustation de charcuterie, de grattons ou de boudin.
Depuis 1993, à Besse-et-Saint-Anastaise, dans le Puy-de-Dôme, mi-janvier se déroule la Saint Cochon. Cette manifestation gastronomique permet de déguster de la charcuterie et des plats régionaux. Elle est animée par des concerts, du théâtre, une banda et une fanfare, des concours et des repas terroir,.
Depuis 2006, à la mi-juillet, à Junhac se fête le porc de montagne. Traditionnellement sont dégustés le porcelet farci, le jambon braisé ainsi que des tripoux. Au cours de ces journées sont prévus des ateliers et animations pour enfants, animations musicales, expo vente de produits régionaux, tiercés et foires aux cochons